# Церква Сан-Рокко
Церква Сан-Рокко (італ. San Rocco) — церква у Венеції, розташована в районі Сан-Поло.
Церква побудована і названа на честь Святого Роха, що є разом з Святим Марком, покровителем Венеції. Святий Рох вважався зцілителем від чуми, страшної хвороби міст Європи в середні віки, а особливо торговій Венеції. Як раніше венеційці викрали мощі Святого Марка, так само пізніше були викрадені і мощі французького святого Роха.
Щороку 16 серпня дож відвідував церкву і молився із закликом до святого, щоб той захистив місто від чуми. Зараз ця традиція розігрується в щорічній театральній постановці.
Будівництво церкви було почате в 1489 і закінчене в 1508 році архітектором Бартоломео Боном Молодшим. У 1725 році церква була частково перебудована. Фасад, що вражає уяву, з великою кількістю скульптур був зведений в 1760-х роках архітектором В. Маккаруцці.
В церкві знаходяться чотири картини Тінторетто, зокрема «Святий Рох зцілює жертви чуми».
Поряд знаходиться Скуола Гранді ді Сан-Рокко.